# 中博史
中博史（日语：／ Naka Hiroshi，1960年11月19日—），本名中村博昭（日语：／ Nakamura Hiroaki），日本聲優，大分縣出身，以前待過Baobab學園（現：Visual Space演員培養所），是該校第三期學生，多年效力于Production baobab和Media Force，現所屬為賢Production。
代表作有《星艦奇航記：重返地球》、《24小時反恐任務》、《實習醫生》、《多田君不戀愛》、《茶母》、《光之美少女》、《光之美少女 Max Heart》、《ONE PIECE》、《排球少年！！》等動畫配音。

## 概要
- 演出的角色主要是以壯年男性到老人的角色為主，而作品中又以配角和小角色的人物居多。

## 演出作品

### 電視動畫
- 三國志 (漫畫)（韓遷、王植、張昭）
- 超譯百人一首戀歌（清原元輔）
- 死囚樂園（剝切燐一郎）
- 麵包超人（山羊爺爺、白蕪菁爺爺）
- Arc The Lad（高根）
- 偶像大師 XENOGLOSSIA（春香的爺爺、橫山、貓）
- 我們這一家（山田）
- Yes! 光之美少女5（春日野平藏）
- 犬夜叉（村人、長老）
- 犬夜叉 完結篇（妖狼族的先祖）
- 禁獵魔女（警告）
- 宇宙騎士BLADE（士兵A、長老、北京市長）
- 膽小狗英雄（傑爾斯特醫生）
- 反斗小王子（爺爺、二階堂）
- 御伽草子（右大臣、清掃員、警官A）
- 快傑蒸汽偵探團 TV ANIMATION SERIES（麥耶德）
- 怪盗聖少女（所長（第19話）、主辦者（第22話））
- 星際牛仔（裘賓）
- 神樣中學生（城鎮里長）
- 機動警察Patlabor（犯人）
- GUNDAM系列作品
  - 機動戰士V GUNDAM（穆特瑪・蘇根、蘇布洛夫・西蒙尼夫、忽必烈・哥亞）
  - 機動武鬥傳G GUNDAM（手下、住持、攤販老闆、鎮上的男人、高官A）
  - 新機動戰記GUNDAM W（帕根、崔恩特・克拉克、柏德）
  - 機動新世紀GUNDAM X（泰克斯・法森巴格）
  - ∀GUNDAM（別墅的老人）
- Casshern Sins（先生、桂多）
- 偶像宣言 STAGE3（雪野金之助）
- 金田一少年之事件簿（大槻健太郎、比留田雅志、權藤徹男、周友良、彦根刑警、解說者）
- Guin Saga（羅桑）
- 格鬥家刃牙（澀川剛氣）
- CLANNAD（岡崎直幸）
  - CLANNAD ～AFTER STORY～（岡崎直幸）
- 蠟筆小新（車站員B）
- 黑神 The Animation（魁音寺冬樹、上校）
- 捍衛者（生澤徹雄）
- 怪怪怪的鬼太郎（第5部）（穴倉入道）
- Keroro軍曹（鈴木常三）
- 元氣爆發甘巴魯格（喬奇勒）
- 幻魔大戰 神話前夜之章（納）
- 古代王者 恐龍王 D孩子的冒險（儒勒森（強納森）、神秘忍者、流浪廚師修・賴森、其他）
  - 古代王者 恐龍王 D孩子的冒險 翼龍傳說（儒勒森（強納森））
- 哥爾哥13（皮耶爾）
- 貯金大冒險（金平）
- 最終兵器少女（老人）
- 霹靂酷樂貓（中松兄、TV播報員）
- 混沌武士（村人）
- G-On Riders（星川重藏）
- 七人之奈奈（面試官）
- 城市獵人系列
  - 城市獵人3（殺手A、警衛B、影迷C、影迷A）
  - 城市獵人'91（手下A）
- 香格里拉（KD）
- 秀逗泰山阿達（化鬥、達摩拉）
- 大長今 長今之夢（金庸）
- 少年盧部（盧部的爺爺）
  - 少年盧部2（菅尾的家庭教師）
- 少年陰陽師（防人的靈）
- 神秘的世界艾爾哈札德（隆斯侍從長）
- 真馬辛格 衝擊！Z篇 on television（弓教授（弓彌之助））
- 超級機器人大戰OG -神聖戰爭-（暴風雨霍克）
- 超能奇兵（老人）
- 史蒂奇！（書店老闆、前田先生）
- 守護者系列（蓋凱伊、約納・羅・蓋）
- 西洋古董洋菓子店 〜Antique〜（神田拳擊館的會長）
- 週刊故事樂園（「不使用打火機」（司機））
- 世界名作劇場系列
  - 悲慘世界 少女珂賽特（麵包屋的老闆B、船老大）
  - 波菲的漫長旅程（羅伯爾）
  - 你好 安妮 ～Before Green Gables（賽拉斯）
- Zoids（福特）
- 蒼天航路（文官C）
- 穿越宇宙的少女（鳥巣 / 幹部、教師、竜宮院）
- DARKER THAN BLACK -流星的雙胞胎-（情報網）
- 泰坦尼亞 -Tytania-（哈爾夏六世）
- 小小雪精靈糖糖（葛瑞塔的父親）
- 深淵傳奇（史皮諾薩）
- 數碼寶貝最前線（夏瑪獸）
- 數碼寶貝拯救者（野口憲治）
- 鐵子的旅程（坪尻車站的老爺爺）
- Deltora Quest（法・格林）
- 天使不設防!（餐廳機器人3號）
- 東京震級8.0（小野澤誠司）
- TRIGUN（情報網、巴士的司機）
- 火影忍者（猿魔）
- 西方善魔女 Astraea Testament（坡・霍利）
- 忍者亂太郎（厚著太逸（第一代）、野牛金鐵（第二代）、六郎、一夜竹城主、其他）
- 新·安琪莉可 Abyss（村長）
- 鋼之鍊金術師（村裡的老人）
- 爆裂天使（開發負責人）
- 第一神拳（鈴木的輔導員）
- 蜂蜜幸運草II（根岸達夫）
- 南瓜剪刀（主持人）
- 棋靈王（進藤平八）
- 光之美少女（光之園的長老）
  - 光之美少女 Max Heart（光之園的長老）
- PERSONA -trinity soul-（副所長(從第6話是「副署長」。職位是工作人員打錯了)）
- 星星柯比（達可鈕軍曹（第22話與第98話~第100話）、摩洛博士(第75話與第76話)）
- 危險調查員（司機、店員、倒數人員）
- 咕嚕咕嚕魔法陣（衛兵、傑瓦國王、南）
- 魔法使的條件（遠藤耕三）
- 道子與小花（索）
- MOONLIGHT MILE 2nd系列 -Touch down-（波里諾夫）
- 名偵探柯南（麻生、永井孝、山上龍夫、高田正雄、廣田正巳、真先實、其他）
- 美少女戰鬥隊（原宿藤吉郎）
- 魍魎之匣（吉村義助）
- 幻影少年（九條慎之介）
- MONSTER（杜拉醫生）
- 遊戲王5D's（老工匠）
- 勇午〜談判人〜（維克多）
- 勇者系列
  - 勇者傳說達剛（主管人員）
  - 勇者王GaoGaiGar（楊・隆利）
  - 勇者王GaoGaiGar FINAL GRAND GLORIOUS GATHERING（楊・隆利）
- 夜櫻四重奏（甚六）
- RAVE（柯姆）
- 魔法咪路咪路系列（瑪魯莫國王）
- ONE PIECE（『拳骨』蒙其・D・卡普）

2002年
- 驚爆危機（艾斯特斯）

2003年
- 奇諾之旅（流浪漢〈作家〉）
- 驚爆危機？校園篇（藤咲老師）

2008年
- 真實之淚 true tears （腳踏車店的老爹）
- Battle Spirits 少年激霸彈（喬治．多爾文總統）

2011年
- 日常（教務主任[1]）

2012年
- 冰菓[[[Wikipedia:格式手册/链接#章節|錨點失效]]]（關谷純、柴崎老師）
- 窮神（諏訪野菊之進）
- JoJo的奇妙冒險（溫青）

2013年
- 中二病也要談戀愛！（祖父）
- 核爆末世錄（石川源內）
- 夜櫻四重奏 -花之歌-（甚六）

2014年
- 排球少年！！（烏養一繋）
- BUDDY COMPLEX（隼鷹貞道）
- 魔法科高中的劣等生（葉山忠教）
- RAIL WARS!（大湊修）

2015年
- Go！Princess 光之美少女（及川）
- 山田君與7人魔女（犬塚老師）
- 可塑性記憶（安東尼歐）
- 潮與虎（飛頭蠻 爺）
- 六花的勇者（宰相）
- 排球少年！！第二季（烏養一繋）
- 終結的熾天使 名古屋決戰篇（埃史塔·李）

2016年
- 石膏男團（教師、藝術家、石本德三）
- 潮與虎 第2期（貴族A）
- 鬼牌遊戲（陸軍幼年學校校長）
- 文豪Stray Dogs（孤兒院院長）
- Anne Happy ♪（校長）
- 甲鐵城的卡巴內里（山崎）
- Concrete Revolutio～超人幻想～ THE LAST SONG（立花繁）
- 魔奇少年 辛巴達的冒險（拉梅托托）
- 魔法少女什麼的已經夠了啦。 第2期（老爺爺）
- 奏響吧！上低音號2（黃前健太郎）
- 文豪Stray Dogs 第2期（孤兒院院長）
- 排球少年！！烏野高中VS白鳥澤學園高中（烏養一繋）
- 3月的獅子（零的祖父）
- 烏龍麵之國的金色毛毬（宗太的父親、熊、老爺爺）

2017年
- 鬼平（木村善行）
- 進擊的巨人 Season 2（莎夏的父親）
- 重啟咲良田（佐佐野宏幸）
- 櫻花任務（鈴原廉之介）
- 青春歌舞伎（黑悟的祖父）
- 正確的卡多（犬束構造[2]）
- 異世界食堂（威爾海姆）
- 跳水男孩（社長）
- 將國戡亂記（望·伊希）
- 十二大戰（氣化猿）
- 鬼燈的冷徹 第貳期（一休禪師）
- 犬屋敷（黑道）
- 3月的獅子 第2期（有本）
- 無論何時我們的戀情都是10厘米。（校長）

2018年
- 粗點心戰爭2（森元商店店主）
- 銀河英雄傳說 Die Neue These 邂逅（先寇布的祖父）
- 多田君不戀愛（多田正造）
- 夢王國與沉睡中的100位王子殿下（老管家）
- DOUBLE DECKER！道格＆基里爾（德尼斯）
- 佐賀偶像是傳奇（爺爺）
- 寄宿學校的茱麗葉（賽巴斯）

2019年
- JoJo的奇妙冒險 黃金之風（占卜師）
- 傀儡馬戲團（胡·克羅德·百羅）
- 荒野的壽飛行隊（執事、男）
- 巴哈姆特之怒 Manaria Friends（吉爾[3]）
- 文豪Stray Dogs 第3期（孤兒院院長）
- 小書痴的下剋上：為了成為圖書管理員不擇手段！（谷斯塔夫）
- 募戀英雄（警視廳幹部）

2020年
- 寶可夢 旅途（治衛）
- 排球少年！！ TO THE TOP（烏養一繋）
- 文豪與鍊金術師～審判的齒輪～（王）
- 動物新世代 BNA（立木勇次）
- 阿拉德：逆轉之輪（ドクターヘシンス）
- GIBIATE（旁白）
- 勇者鬥惡龍 達伊的大冒險（提姆金）
- 更多！怪傑佐羅力（ブーデル）
- 魔法科高中的劣等生 來訪者篇（葉山忠教）
- 名偵探柯南（西村貞治）

2021年
- 回復術士的重啟人生（老魔術士）
- 搖曳露營△ SEASON2（什錦燒店 老闆）
- 通靈王（麻倉葉明）
- 哥吉拉 奇異點（署長）
- 聖女魔力無所不能（高齡的高官）
- 王者天下3（仁凹）
- 魔法科高中的優等生（葉山忠教）
- 歌劇少女！！（健爺爺）
- 平穩世代的韋馱天們（爺爺）
- 精靈幻想記（多米尼克）
- SD鋼彈世界 群英集（現王）
- 鍵等（岡崎直幸）
- 進化果實～不知不覺踏上勝利的人生～（諾亞德）
- 宿命迴響：命運節拍（莎莉的丈夫）

2022年
- TRIBE NINE（旁白、鳳天心）
- 超異域公主連結 Re:Dive Season 2（老骨的劍士）
- 秘密內幕～女警的反擊～（刑事課長）
- 王者天下4（壽白）
- 惑星公主蜥蜴騎士（夕日的祖父）
- 轉生賢者的異世界生活～取得第二職業，成為世界最強～（瓦爾特）
- 天籟人偶（老紳士）
- Muv-Luv Alternative（田所艦長）
- BLEACH 千年血戰篇（中央四十六室）

2023年
- TRIGUN STAMPEDE（察貝爾）
- 她去公爵家的理由（基德翁·朱拉）
- 肌肉魔法使-MASHLE-（布萊斯·米尼斯特）
- 不死少女的謀殺鬧劇（親爺）
- 政宗君的復仇R（爺爺）
- 鴨乃橋論的禁忌推理（菊）
- SPY×FAMILY間諜家家酒 Season 2（富蘭克林·帕金的父親）
- 地下忍者（主事、忍者3）
- 堤亞穆帝國物語～從斷頭台開始，公主重生後的逆轉人生～（魯魯族族長）
- 某大叔的VRMMO活動記（運營）

2024年
- 迷宮飯（先西[4]）
- 肌肉魔法使-MASHLE- 神覺者候補選拔試驗篇（布萊斯·米尼斯特）
- 通靈王 FLOWERS[[[Wikipedia:格式手册/链接#章節|錨點失效]]]（麻倉葉明）
- 奏響吧！上低音號3（黃前健太郎）
- RINKAI！女子競輪（春日壺之助）
- 新幹線戰士 Change the World（九頭龍武生）
- 神奇柑仔店 錢天堂（師傅）
- 我的英雄學院 第7期（青山的父親）
- 為美好的世界獻上祝福！3（執事）
- 魔法光源股份有限公司（仁科[5]）

2025年
- S級怪獸《貝希摩斯》被誤認成小貓，成為精靈女孩的騎士（寵物）一起生活（雷伊斯）
- 神統記（ポレック[6]）
- NYAIGHT OF THE LIVING CAT 活屍貓之夜（コウジ[7]）
- 公爵千金的家庭教師（葛拉漢·沃卡[8]）

### OVA
- 機動戰士GUNDAM第08MS小隊（連邦軍士兵、馬薩德、其他）
- 旭日的艦隊（奧圖、巴特、其他）
- 紺碧的艦隊（日向昭了、李普斯、其他）
- 勇者王GaoGaiGar FINAL（楊・隆利）
- 沉默的艦隊（溝口拓男）
- 厄夜怪客（博士）
- 變形金剛（布萊恩史東、阿爾法・崔翁）
- 洛克人 向星星許願（萊特博士）
- 戀愛與謊言（真田莉莉奈的曾祖父）

### 動畫電影
- 福音戰士新劇場版：序
- 銀河英雄傳說 新戰爭的序曲（金）
- 蠟筆小新 電擊！豬蹄大作戰（克魯）
- 哆啦A夢電影作品
  - 哆啦A夢 大雄與夢幻三劍士（士兵B）
  - 哆啦A夢 大雄與銀河超特急（工作人員B）
  - 哆啦A夢 大雄的南海大冒險（半漁人E）

2017年
- 虐殺器官（格魯吉亞國防大臣）

2018年
- 文豪Stray Dogs DEAD APPLE（孤兒院院長）

2024年
- 名偵探柯南：100萬美元的五稜星（斧江拓三[9]）

2025年
- 親鸞 人生的目的（法然上人[10]）

### Web動畫
- 去吧！ 源先生（田村源九郎、参加者D、柏青哥店員）
- 呼喲☆秋露雅（金魚）
- 幕末機關說 伊呂波穗（荒井郁之助）

### 遊戲
- GAME S.S.D.S. ～刹那的英雄（中管制官）
- SD GUNDAM G世代-F（崔恩特・克拉克）
- 星際牛仔 追憶的夜曲（裘賓）
- 假面騎士V3（翼大僧正、死人蝙蝠、蛤蟆鍋爐怪人）
- 機動戰士鋼彈 吉連的野望 亞克西斯脅威（馬薩德）※PSP
  - 機動戰士鋼彈 吉連的野望 吉翁獨立戰爭記（馬薩德）※PS2
- CLANNAD（岡崎直幸）※PS2※XB360
  - CLANNAD FULL VOICE（岡崎直幸）※PCALL
- 怪怪怪的鬼太郎 異聞妖怪奇譚
- 薩維蘭斯 監視者（山繆爾・摩根）
- 莎木II
- Jak II（柯爾、金屬柯爾）
- 神秘的世界艾爾哈札德（隆斯侍従長）
- 超級機器人大戰 OG ORIGINAL GENERATIONS（暴風雨霍克）
- Sudeki ～千年拂曉的故事～（克瑪）
- 正義的夥伴
- 聖魔傳說 三隻眼 MCD（管家（周））
- Dark Chronicle（史特布爾、巴爾）
- Double Cast（竹本）
- 超時空要塞麥克羅斯（麥斯壯夫、森特勒蒂兵B）
- 深淵傳奇（史皮諾薩）
- 火影忍者 納魯蒂梅特的英雄2（猿魔）
- 刀鋒戰士2（楊・隆利）
- 美少女戰鬥隊（原宿藤吉郎）
- 俠盜銀河（札克斯・莫勒蒂、凱撒王）
  - 俠盜銀河 Director's cut（札克斯・莫勒蒂、凱撒王、長老納巴）
- Jumping Flash!（總統）
- 狂野歷險 Altercode:F
  - 狂野歷險 the Vth Vanguard
- 魔法咪路咪路（瑪魯莫）
  - 魔法咪路咪路 令人心跳的紀念恐慌（瑪魯莫）
  - 魔法咪路咪路 咪路的魔法學校物語（瑪魯莫）
- 我看見恐龍（哈納祭司）
- ONE PIECE 飛行的海賊團！（『拳骨』蒙其・D・卡普）

2017年
- 最终幻想 纷争 Opera Omnia（格鲁夫·哈姆·巴尔德希温）

2019年
- 侍魂 曉（柳生十兵衛）
- 寶可夢大師（福爺）

### 外語片配音
- 消除（卡爾德隆）
- 印地安納瓊斯：水晶骷髏王國（哈洛德・奧克斯里教授（約翰·赫特）
- All In 真愛賭注（張熙爾）
- 實習醫生（理查・韋伯（詹姆斯・皮肯斯二世））
- 十三天（西奧多爾·C·索倫森）
- 謎中謎（李奧納多・吉甸）
- 少林足球（小混混）
- 星艦奇航記：重返地球（醫官 (星艦奇航記)（緊急用醫療全息圖）
- 種族（TV版）（丹・史密斯森（福雷斯特・威特格））
- 太王四神記（玄長）
- 黑獄亡魂（卡洛威少校）
- 詹姆斯·龐德系列 DVD版
  - 詹姆斯·龐德 八爪女（M）
  - 詹姆斯·龐德 雷霆殺機（M）
  - 詹姆斯·龐德 黎明生機（M）
  - 詹姆斯·龐德 殺人執照（M）
  - 詹姆斯·龐德 明日帝國
- 茶母（趙治吾）
- 24小時反恐任務（比爾・布凱南）
- 金剛戰士（愛蓋）
- 越獄風雲（理查・薩林斯）
- 荷頓奇遇記（旁白）
- 巴比倫飯店（亞當）
- 靈媒（瓦特律司）
- MIB星際戰警II（班）
- 連城訣（花鐵幹）

### 連續劇CD
- Weiß kreuz Dramatic Collection III Kaleidoscope Memory（老人A）
- Weiß kreuz Wish A Dream Collection III THE ORCHID under THE SUN 太陽蘭花（鈴木）
- 共鳴吧！私立轟高校圖書委員會（理事長）
- Crashes Knight&RanII 〜海に眠る夢〜（鈴木）
- Super Stylish Doctors Story（中管制官）
- W茱麗葉（三浦悟郎）

## 外部連結
- （日語）事務所公開簡歷（页面存档备份，存于）